# Giorgi Tsulukidze
O Príncipe Giorgi Tsulukidze (em georgiano:  გიორგი წულუკიძე, em russo:  Георгий Давидович Цулукидзе) (23 de abril de 1860 - 19 de maio de 1923) foi um oficial militar georgiano e líder da resistência anti-soviética.
Nascido em uma família nobre, Tsulukidze foi educado no Pro-Gymnasium militar Elisavetgrad e na escola de junkers de infantaria de Tiflis. A partir de 1876, ele serviu no exército imperial russo. Durante a Primeira Guerra Mundial, ele foi promovido ao posto de major-general em 1915 e comandou uma brigada, depois passou para a 174ª Divisão de Infantaria e finalmente para a 67ª Divisão de Infantaria nos anos de 1916-1917. Em 7 de janeiro de 1916, Giorgi Tsulukidze foi condecorado com a Ordem de São Jorge (Quarto Grau). Ele então serviu nas forças armadas de uma recém-independente República Democrática da Geórgia; após a queda para os soviéticos (1921) ele se envolveu em um movimento de independência clandestino. Tsulukidze foi preso pela Cheka juntamente com os seus associados e baleado nos arredores de Tbilisi em 19 de maio de 1923.